# 武大郎
武大郎，又稱武大，是中國古典小說《水滸傳》和《金瓶梅》中的人物。他是武松的哥哥，潘金蓮的丈夫。在《金瓶梅》的设定中他名叫武植，和前妻生有一女名迎兒，常被潘金蓮虐待，無故毒打，不給飯吃。

## 小說描寫
武大容貌醜陋矮短，身材短矮且生性軟弱，常被人欺負，並得了「三寸丁構樹皮」的外號，娶了清河縣大戶人家的侍女（《金瓶梅》中為妾）潘金蓮為妻，賣燒餅為生，也以此撫養弟弟武松成人。後來艷妻潘金蓮和西門慶通姦，武大得到鄆哥報信後前去捉姦，反被西门庆踢伤。西門慶、潘金蓮以及撮合他們的王婆見武大已知道姦情，怕武松回來報復，於是安排潘金蓮用砒霜將他毒死滅口，卻被何九拿给此骨頭给武松，令他有證據。
在《水滸傳》中，武松為兄報仇，先後殺了潘金蓮和西門慶後自首並告發王婆，使其被凌遲處死。在《金瓶梅》中，武松報仇时先是打错了人被流放充军，数年前后遇赦放还时西门庆已死，武松只杀了潘金莲后逃走。